# Wielowicz
Wielowicz – wieś w Polsce położona w województwie kujawsko-pomorskim, w powiecie sępoleńskim, w gminie Sośno.

## Podział administracyjny i demografia
Do 1954 r. miejscowość była siedzibą gminy Wielowicz obejmującej w większości obszar obecnej gminy Sośno. W 1955 r. na terenie obecnej gminy powstały trzy gromady: Wielowicz, Sośno i Wąwelno. Gromada Wielowicz powstała z dawnej gminy Wielowicz, w skład której weszły sołectwa: Szynwałd, Wielowicz (z Roztokami), Rogalin i Płosków. W latach 1975–1998 miejscowość administracyjnie należała do województwa bydgoskiego. Według Narodowego Spisu Powszechnego (III 2011 r.) liczyła 192 mieszkańców. Jest jedenastą co do wielkości miejscowością gminy Sośno.

## Historia
Parafia św. Jakuba Apostoła w Wielowiczu powstała w latach dwudziestych XX wieku. Do tej chwili z powodu małej liczby katolików była kuracją, choć prawdopodobnie przedtem była również parafią. W 1898 r. otworzono lokalny wikariat, do którego dołączono wioski Jastrzębiec i Młynki z parafii Więcbork. Kościół parafialny pod wezwaniem św. Jakuba Apostoła w Wielowiczu jest zabytkiem II klasy. Pierwsze wzmianki kronikarskie pochodzą z 1617 r. W 1652 r. kościół posiadał drewniana wieżę. Dalsza rozbudowa miała miejsce w 1747 r. z fundacji Aleksandra Potulickiego, starosty borzechowskiego. W 1910 r. przedłużono kościół i dobudowano zakrystię. W Karolewie znajduje się wybudowana przez mieszkańców w 1945 r. kaplica Ofiar II Wojny Światowej. Hitlerowcy utworzyli tam jeden z pierwszych obozów na terenie Polski. Podczas ekshumacji zwłok, przeprowadzonej w dniach 11–14 czerwca 1946 roku, odnaleziono szczątki około 1700 pomordowanych mieszkańców Więcborka i okolicznych miejscowości. Corocznie, w pierwszą niedzielę września i w Dzień Zaduszny, sprawowana jest msza w intencji pomordowanych.

## Współczesność
Obecnie w Wielowiczu działa filia Biblioteki Gminnej w Sośnie mieszcząca się w dawnym budynku Gromady oraz Świetlica Wiejska i remiza Ochotniczej Straży Pożarnej. Na północ od Wielowicza znajduje się duży kompleks łąk zwany Łąki Mazurskie o powierzchni około 100 ha. Nie jest to obszar formalnie chroniony, ale o dużej wartości przyrodniczej. Jest ostoją ptactwa, głównie żurawia i siedliskiem dzikich zwierząt. Na południe oraz południowy wschód – leży ciąg pagórków pochodzenia polodowcowego zwany ozem Wielowicz–Wielowiczek lub Ozem Galona od nazwiska jego odkrywcy.